# سورتشة بالا
سورتشة بالا هي قرية في مقاطعة مباركة، إيران. يقدر عدد سكانها بـ 266 نسمة بحسب إحصاء 2016.